# Międzymorze

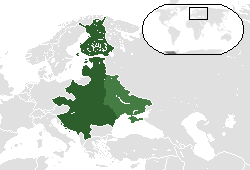
Unul din modelele propuse al unei federații

Międzymorze(în latină Intermarium) este numele unei dorite federații statale ce ar fi putut fi formate din Polonia, Lituania, Ucraina și Belarus, idee susținută de Józef Piłsudski. Numele poate fi tradus prin "Între Mări". Această propunere de federație trebuia să facă să renască Uniunea statală polono-lituaniană într-o țară care s-ar fi întins de la Marea Baltică la Marea Neagră, asemănătoare cu regatul medieval care a existat de la sfârșitul secolului al XIV-lea până la sfâșitul secolului al XVIII-lea și care unea Polonia și Marele Ducat al Lituaniei, (ultima încorporând și Belarusul și Ucraina).

## Precedentul medievalpolono-lituaniano-rutean
Uniunea polono – lituaniană a apărut ca un răspuns al celor două regate la amenințarea din partea Ordinului Teutonic. Înțelegerea dintre cele două națiuni a fost cimentată de uniunea personală din 1386 a reginei Poloniei Jadwiga cu Marele Duce al Lituaniei Jogaila, care a devenit Rege al Poloniei sub numele Władysław Jagiełło. Uniunea a fost extinsă în 1569 prin Uniunea de la Lublin, care va rămâne până la sfârșitul secolului al XVII-lea cel mai mare stat din Europa. Forțele reunite ale celor două state i-au permis Uniunii să facă fața agresiunilor Ordinului Teuton, mongolilor, rușilor, turcilor și suedezilor timp de patru secole, până la împărțirea slăbitului stat polono-lituanian de către vecinii săi, în secolul al XVII-lea.

## PrințulAdam Jerzy Czartoryski
Între Răscoala din noiembrie și Răscoala din ianuarie, în perioada 1832 – 1861, ideea unei Uniuni statale polono-lituaniene renăscute și modernizate a fost promovată de Prințul Adam Jerzy Czartoryski, care trăia în exil în Paris la Hôtel Lambert. Prințul era un om de stat vizionar și un fost prieten și confident al țarului Rusiei Alexandru I și acționa ca un ministru de externe neoficial al unei Polonii care nu renăscuse încă. El a scris: "Extinzându-și influența către sud și vest și fiind prin natura lucrurilor de neatins în nord și est, Rusia a devenit o sursă de necontenită amenințare pentru Europa."  El a spus că în schimb, era în interesul Rusiei să se înconjoare mai degrabă  cu "prieteni în loc de sclavi."  Czartoryski a identificat de asemenea și o amenințâre din partea Prusiei și cerea incorporarea de urgență a Prusiei Răsăritene în Polonia renăscută. Mai presus de toate, el visa să reconstituie – cu ajutor francez, englezesc și turcesc – o federație formată din polonezi, lituanieni, cehi, unguri, români și toți slavii de sud din viitoarea Iugoslavie. În concepția lui, Polonia ar fi putut fi un mediator între Ungaria și slavi și Ungaria și România. 
Planul lui Czartoryski a părut să fie posibil de realizat în timpul revoluțiilor naționale din 1848 – 1849, dar a fost împiedicat pe lipsa de sprijin al țărilor occidentale, de intransigența maghiarilor fața de cehi, slovaci și români precum și de creșterea naționalismului german. Totuși, străduințele lui au constituit o legătură vie între prototipul de federație din vremea lui Władysław Jagiełło și programul federativ – prometeist a lui Józef Piłsudski, program pe care acesta spera să-l poată înfăptui după încheierea primului război mondial. 

## Conceptul luiJózef Piłsudski
Scopul strategic al lui Piłsudski era acela de face să renască o formă modernă de uniune statală, în timp ce lucra pentru dezintegrarea Imperiului Rus, (iar mai târziu a Uniunii Sovietice), în constituenții lui etnici. Dacă s-ar fi realizat aceste planuri, cea mai mare parte a Europei Centrale s-ar fi transformat într-o "a treia Europă", și care ar fi trebuit să fie invulnerabilă la amenințările dușmanilor tradiționali din est și din vest ai Poloniei, Germania și Rusia.  
Visul lui Piłsudski nu era pe placul nici uneia dintre părțile implicate. Sovietele au făcut uz de influența lor pentru a împiedica planul. Aliații occidentali se temeau că o Germanie și o Rusie slăbite nu ar fi fost capabile să plătească reparațiile și obligațiile de război, iar balanța de putere în Europa ar fi fost destabilizată în mod fatal de acțiunile unite ale noilor state independente. Lituanienii, ucrainenii și alte popoare care fuseseră invitate să participe la federație se temeau de orice compromis făcut față de mult dorita lor independență. Mai mult, ei avuseseră experința tristă a războaielor și conflictelor de frontieră cu Polonia, (Războiul polono-lituanian, Războiul polono-ucrainean și conflictele de frontieră dintre Polonia și Cehoslovacia). Mai mult, numeroși politicieni polonezi, precum era Roman Dmowski, s-au opus unei federații multiculturale, preferând să depună eforturi naționaliste pentru crearea unei Polonii etnic-pure. După terminarea războiului polono-sovietic, visul lui Piłsudski pentru crearea unei federații a Europei Centrale și Răsăriteană a pierdut orice șansă de a fi realizată. La mai puțin de 20 de ani de la lansarea ideii lui Piłsudski și la doar patru ani de la moartea lui, toate țările din zonă erau așa de dezbinate, încât au devenit prăzi ușoare pentru Germania nazistă și Uniunea Sovietică. 
O versiune târzie a acestui concept a fost pusă pe tapet de ministrul interbelic de externe polonez Józef Beck, unul dintre protejații lui Piłsudski.  El s-a gândit la o uniune a Europei Centrale care ar fi inclus de asemenea Cehoslovacia, Ungaria, Scandinavia, statele baltice, Italia, România, Bulgaria, Iugoslavia și Grecia, statul astfel creat urmând să se întindă de la Marea Baltică la Marea Neagră, de la Oceanul Arctic la Marea Mediterană. Un asemenea stat, cu o populație de 150.000.000 de oameni, ar fi avut o politică externă comună și ar fi avut puterea să reziste atacurilor Germaniei Naziste în vest și Uniunii Sovietice în est. 

## Al doilea război mondialși perioada postbelică
Conceptul Uniunii Europei Centrale — ca o entitate geopolitică triunghiulară ancorată în Marea Baltică, Marea Neagră, Marea Adriatică și Egee – a fost readusă la viață de guvernul polonez în exil al lui Władysław Sikorski în timpul celui de-al doilea război mondial. Discuțiile dintre guvernele în exil ale Poloniei și Cehoslovaciei pentru o viitoare uniune polono-cehoslovacă nu au dus la nici un rezultat datorită ezitărilor cehilor și indiferenței sau ostilității Aliaților. 
Coceptul a mai fost încă o dată pus în discuție, după dispariția hegemoniei Uniunii Sovietice în Europa de Centrală și de Răsărit, sub diferite nume precum "Intermarum" sau "Intermarium" ("Międzymorze" în limba latină). O versiune a acestei idei vedea o asemenea federație ca parte a Uniunii Europeană. "Intermarum" ar fi putut să asigure protecție statelor membre împotriva dominației statelor mai bogate și mai puternice din Uniunea Europeană.
În iulie 2016, la scurt timp după votul Brexit, Polonia a revigorat și adaptat proiectul strategic Intermarium, dezvoltându-l într-o formulă de coeziune în cadrul UE și NATO cu state din interiorul și din exteriorul organizațiilor, care cuprinde zona „Trei Mări”, între Mările Adriatică, Neagră și Baltică. Primul summit al acestei formule a avut loc în 2016 la Dubrovnik, Croația.